# Tipicha nigriventre
Tipicha nigriventre är en skalbaggsart som beskrevs av Ohaus 1908. Tipicha nigriventre ingår i släktet Tipicha och familjen Rutelidae. Inga underarter finns listade i Catalogue of Life.